# Christophe Steiner
Christophe Steiner (Monaco, 29 dicembre 1958) è un politico monegasco.

## Biografia
È stato membro del Consiglio nazionale dal 1998 al 2003 e dal 2008 al 2013, vicepresidente dello stesso consiglio dal 2013 al 2016, poi presidente di questo consiglio dall'aprile 2016 al febbraio 2018. Viene sostituito in questa posizione da Stéphane Valeri.
Il 22 novembre 2018 è stato nominato ambasciatore di Monaco in Francia. Entra in carica il 2 gennaio 2019. Questa posizione gli dà un seggio nel Consiglio permanente dell'Organizzazione internazionale della francofonia.